# (612081) 1998 WG24
(612081) 1998 WG24 est un objet transneptunien faisant partie des cubewanos. 

## Caractéristiques
Le diamètre de (612081) 1998 WG24 est estimé entre 113 et 201 km suivant l'albédo retenu.